# Les Piliers de la création (roman)
Pour les articles homonymes, voir Piliers de la création.
Les Piliers de la création (titre original : The Pillars of Creation) est le septième roman du cycle de L'Épée de vérité de Terry Goodkind. Publié en version originale en 2001, sorti en France fin 2007.

## L'histoire
Ce livre n'est pas axé comme les précédents sur les personnages principaux, Richard et Kahlan, mais sur de nouveaux personnages du cycle. Jennsen, durant la plus grande partie de sa vie, a dû fuir les assassins envoyés par le Seigneur Rahl pour l'éliminer. Tous les bâtards nés d'un Seigneur Rahl sans le don doivent être mis à mort. Un étranger la convainc que la fuite ne lui apportera rien, car peu importe où elle se cache, ses poursuivants finiront par la retrouver. Il est temps pour elle de prendre son destin en main, et de se battre. Si elle veut vivre, elle doit tuer le Seigneur Rahl.
Résumé
Jennsen Rahl, la demi-sœur de Richard Rahl, a passé les vingt premières années de son existence à fuir son père, Darken Rahl. Née sans aucun aspect du don, Jennsen a été condamnée à mort dès l'instant de sa naissance. Lorsque sa mère est assassinée par des soldats D'Haran, elle prend de nouveau la fuite avec son nouvel ami, Sebastian, pour recommencer sa vie ailleurs. Sebastian lui révèle être le stratège de l'Ordre Impérial et bras droit de Jagang, en mission d'espionnage dans le nouveau monde. Il lui enseigne les nobles buts de l'Ordre (le traitement égalitaire de chacun au sein de l'humanité et l'élimination de la magie). Il vénère l'Empereur Jagang autant qu'il exècre Richard Rahl qu'il accuse d'avoir imposé la guerre en tentant d'envahir l'Ancien Monde après avoir détruit les barrières magiques séparant les deux mondes.
Entre-temps, un autre bâtard de Darken, Oba Rahl, souffre d'une mère abusive dans sa ferme familiale. Oba se montre être quelqu'un de très énergique et possesseur d'une très grande soif d'apprendre de nouvelles choses. Sa nature curieuse se manifeste surtout par le plaisir de regarder les choses mourir entre ses mains. Oba ne sait pourtant pas que, tout comme Jennsen, il est complètement dénué du don et totalement immunisé contre la magie. Sa mère l'envoie régulièrement consulter une sorcière du voisinage Lathéa, pour acheter un traitement. Mais durant l'une de ces consultations, Oba menace la sorcière, qui tente de se défendre. Sa magie ne pouvant atteindre Oba, celui-ci parvient à la tuer. Durant la lutte, Oba abandonne sa volonté à la voix qui, dans son esprit, lui promet l'invincibilité en récompense de son obéissance. De retour chez lui, il tue sa mère et décide de partir découvrir le monde. Il peut voyager confortablement, grâce à la fortune dérobée à la sorcière.
Jennsen a mémoire d'une sorcière qui les avait aidé par le passé à les cacher, elle et sa mère, de Darken Rahl. Ne se souvenant plus exactement de son nom, elle la confond avec sa sœur, Lathéa. En compagnie de Sebastian, elle voyage vers le Palais du Peuple, la capitale de l'Empire D'Haran. Ils y apprennent que la sœur de Lathéa, Althea, vit dans un marécage protégé par des sortilèges mortels. Alors que Sebastian est fait prisonnier par les gardes du Palais, un étranger amical nommé Tom, aide Jennsen, désespérée, à se rendre au marécage d'Althea. Bien qu'il soit impossible à quiconque de traverser le marécage, Jennsen y parvient saine et sauve grâce à son absence de don. Les monstres du marécage étant des créatures magiques, ils ne peuvent rien contre elle. Mais face à Althea, elle apprend que rien ni personne ne peut la sauver du Seigneur Rahl. Déçue, son dernier espoir d'aide envolé, elle retourne au Palais du Peuple où elle sauve ingénieusement Sebastian des geôles d'Haran en trompant les gardes du Palais. Ce dernier la convainc alors de se rendre auprès le l'Empereur Jagang afin de lui demander son aide.
Oba est lui aussi avisé de l'existence d'Althea, et du fait qu'elle semble détenir des informations sur son destin et sa nature propre, il ne souhaite que la rencontrer. Il s'offre un guide pour parvenir au marécage. La sorcière lui révèle simplement qu'il n'est maintenant plus qu'un pantin entre les mains du Gardien, et se suicide avant qu'Oba n'ait le temps d'apprendre de nouvelles choses avec elle. Oba enrage, d'autant que son guide, peu recommandable, lui a volé une partie de son argent avant de le laisser pour mort dans le marécage. Sa rage est cependant un peu atténuée par la colossale fortune qu'il découvre chez la sorcière. De retour au Palais du Peuple, il retrouve par hasard le guide félon, et finis en prison pour l'avoir étripé à mains nues en plein marché. Mais la voix du Gardien lui vient en aide et, en lui procurant le pouvoir de persuader les gardes, lui permet de s'échapper, et de se mettre sur les traces de l'imposteur Richard Rahl.
Jennsen et Sebastian rejoignent l'Empereur Jagang à la tête de l'armée de l'Ordre Impérial, non loin d'Aydindril. Tout d'abord terrorisée par l'aspect bestial des soldats de l'Ordre, Jennsen s'entend rétorquer que les soldats D'Haran sont bien pire. Le lendemain de leur arrivée, Jagang donne l'assaut au Palais des Inquisitrices, mais est très durement repoussé par Zedd et Adie, et grièvement blessé, et y découvre la tête du fondateur de l'Ordre Impérial, le Frère Narev, sur une pique. Pire, pendant que Jagang rebrousse chemin vers son armée, avec les restes sanguinolent de sa force d'attaque, Zedd active une très ancienne magie au beau milieu de l'armée principale, une toile de lumière, provoquant un carnage et une immense destruction. Cela pousse Jennsen à accepter une pacte avec le Gardien : il lui confère la force de tuer Richard Rahl en échange de son obéissance et de son asservissement.  
Oba capture Kahlan et reçoit du Gardien l'Ordre de l'amener, ainsi que l'Epée de Vérité dérobée à Richard, aux Piliers de la Création.  Grâce à son lien avec l'arme, Richard poursuit Oba jusqu'aux Piliers, où il rencontre Jennsen, elle aussi guidée vers ce lieu par le Gardien afin d'y tuer Richard. Toutefois, le plan suprême du Gardien était de forcer Richard à tuer Jennsen aux Piliers de la Création, créant ainsi une brèche dans le voile séparant le royaume des morts et le monde des vivants et permettant au Gardien d'envahir ce dernier. Mais Richard évente le plan et refuse d'y prendre part. Jennsen comprend alors que Richard n'est pas le monstre sanguinaire qu'elle imaginait, que l'Ordre Impérial et le Gardien se sont servis d'elle et sont les réels responsables de la mort de sa mère. Reconnaissant en Richard un demi-frère bon et attentionné, elle se joint à lui et Kahlan dans leur quête pour défaire Jagang et l'Ordre Impérial.

## Thèmes abordés
Le protagoniste du roman, Jennsen, est le fer de lance qu'utilise l'auteur pour faire découvrir sa Septième Leçon du Sorcier : "La vie représente le futur, non le passé".  Jennsen est successivement exposée à des situations et des personnages qui ont potentiellement le pouvoir de modifier sa perception du bien et du mal ; elle doit aussi lutter et choisir entre la voie de la vengeance (vivre pour le passé) ou tenter de refaire sa vie (vivre pour le futur). Ce thème concorde avec la philosophie objectiviste du précédent tome, La Foi des Réprouvés.
À la différence des précédents romans, Les Piliers de la Création permet au lecteur d'observer le monde de l'auteur depuis un point de vue autre que celui des personnages habituels, personnages de rang important. Jennsen n'est qu'une personne du peuple, qui découvre le fonctionnement interne de l'Empire d'Haran.
On trouve aussi une emphase avec la possibilité de chacun de choisir la voie qui lui convient dans l'existence, l'aspect le plus évident est le parallèle des vies de Oba et Jennsen.

## Personnages
- Jennsen Rahl
- Oba Rahl
- Richard Rahl
- Kahlan Amnell
- Cara
- Zeddicus Zul'Zorander
- Adie
- Nathan Rahl
- Nyda, une Mord'Sith
- Jagang
- Sebastian
- Althea
- Friedrich Gilder
- Lathea
- Betty la chèvre
- Tom

## La Septième Leçon du Sorcier
Dans ce roman, on découvre la Septième Leçon du Sorcier : "La vie est le futur, non le passé".